# Bethlehem (New York)
Bethlehem ist eine US-amerikanische Town im Albany County des Bundesstaats New York mit einer Einwohnerzahl von 33.656 (Stand: 2010). Bethlehem ist ein Vorort der Stadt Albany.

## Geografie
Die Stadt liegt im Albany County von New York. Die östliche Stadtgrenze, definiert durch den Hudson River, bildet die Grenze zu Rensselaer County. Im Norden grenzt die Town an Albany und an die Town Guilderland. Im Westen liegt die Town New Scotland und im Süden die Town Coeymans.
Der New York State Thruway (Interstate 87) führt durch die Town.

## Geschichte
Als Henry Hudson den Fluss hinaufsegelte, der später seinen Namen tragen sollte, soll er an der Stelle gelandet sein, die heute die Stadt Bethlehem ist. Die Stelle, an der er vermutlich gelandet ist, wird im Henry-Hudson-Park der Stadt gewürdigt. Die Town wurde am 12. März 1793 aus der Stadt Watervliet gegründet. Im Jahr 1832 wurde ein Teil der Town verwendet, um die Town New Scotland zu bilden.
Das früheste Wachstum der Stadt fand in Normansville statt, benannt nach seiner Lage am Normans Kill, einem Bach, der die Grenze der Stadt zu Albany bildet. Normansville existiert noch heute, obwohl es von den meisten Bewohnern Bethlehems nicht wahrgenommen wird. Mitte des 19. Jahrhunderts nahm die Delaware and Hudson Railroad den Betrieb in dem damals Adamsville genannten Weiler auf und benannte ihn in Delmar um. Delmar wurde zum bevölkerungsreichsten Weiler und an der Delaware Avenue befinden sich heute das Rathaus, die Polizeistation, das Gericht und die öffentliche Bibliothek sowie zahlreiche Geschäfte. Die Eisenbahn stellte den Personenverkehr in den 1960er Jahren ein und ihre Gleise wurden ab dem Jahr 2000 abgebaut, wobei das letzte Gleis im Jahr 2005 entfernt wurde. Die ehemalige Eisenbahnstrecke ist jetzt der Albany County Rail Trail, ein Fahrrad- und Fußgängerweg, der von der Innenstadt von Albany nach Voorheesville führt. Die Stadt ist weiter gewachsen und gilt heute als ein wohlhabender Vorort der Stadt Albany.

## Demografie
Nach der Volkszählung von 2010 leben in Bethlehem 33.656 Menschen. Die Bevölkerung teilt sich auf in 90,1 % Weiße, 2,5 % Afroamerikaner, 0,2 % amerikanische Ureinwohner, 3,1 % Asiaten und 2,5 % mit zwei oder mehr Ethnizitäten. Hispanics oder Latinos aller Ethnien machten 2,7 % der Bevölkerung von Bethlehem aus. Das mittlere Haushaltseinkommen lag 2017 bei 102.920 US-Dollar und die Armutsquote bei 3,5 %.

## Söhne und Töchter der Stadt
- Ephraim George Squier (1821–1888), Journalist und Archäologe
- James Charles Dickinson (* 1999), Webvideoproduzent und Make-up-Artist